# Thelidium zwackhii
Thelidium zwackhii är en lavart som först beskrevs av Hepp, och fick sitt nu gällande namn av A. Massal. Thelidium zwackhii ingår i släktet Thelidium och familjen Verrucariaceae.  Arten är reproducerande i Sverige. Inga underarter finns listade i Catalogue of Life.